# 40 qm Deutschland
40 qm Deutschland ist ein deutscher Spielfilm von Tevfik Başer aus dem Jahr 1986. Das vom Regisseur geschriebene und mitproduzierte Werk ist der erste weithin beachtete Film eines türkischstämmigen Regisseurs in Deutschland. Er wurde mit wichtigen Preisen ausgezeichnet und gilt als einer der bedeutendsten deutschen Filme des Jahres 1986.

## Handlung

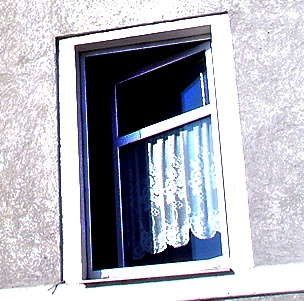
Das Fenster einer Hamburger Altbauwohnung ist Turnas einziger Zugang zur Außenwelt

40 qm Deutschland erzählt die Geschichte des türkischen Arbeitsmigranten Dursun und seiner Frau Turna. Für Dursun haben sich die Hoffnungen auf ein besseres Leben in Deutschland nicht erfüllt. Er führt ein deprimierendes Leben in einer Hamburger Hinterhauswohnung. Als ihm seine junge Frau nach Deutschland folgt, versucht Dursun mit ihr ein Leben gemäß den Traditionen seiner Väter zu führen und sich damit ein Stück seiner verlorenen Heimat zu bewahren. Da er seine neue Umgebung als unmoralisch und dadurch feindlich wahrnimmt, schottet er seine Frau weitgehend von dieser Umgebung ab. Dadurch ist das Leben für Turna in Deutschland ein albtraumhaftes Szenario: die 40 qm von Dursuns trister Hamburger Altbauwohnung bleiben alles, was sie von dem Land zu sehen bekommt. Völlig unbemerkt von Dursun droht Turna dabei an ihrem Leben in Hamburg zugrunde zu gehen. Erst als Dursun selbst stirbt, tritt die junge Frau, deren Befreiungskampf schon zuvor begonnen hatte, aus der Wohnung heraus und sieht sich mit der ihr bis dahin völlig fremd gebliebenen deutschen Wirklichkeit konfrontiert.

## Hintergrund
40 qm Deutschland wurde am 31. Juli 1986 uraufgeführt.
Die Drehzeit des bereits 1985 entstandenen Films betrug 21 Tage, die Nachbearbeitung nahm noch einmal sieben Wochen in Anspruch. Mit Gesamtproduktionskosten von nur 450.000 DM (≈ ca. 230.000 €) ist Başers Film eine Low-Budget-Produktion. Einziger Schauplatz ist eine 40 Quadratmeter große Hamburger Altbauwohnung.
Başer, der mit der Realisation von 40 qm Deutschland eine langgehegte Vision verfolgte, besorgte neben Produktion, Drehbuch und Regie auch die Auswahl des Schauplatzes, die Zusammenstellung der Crew, wie auch die Suche nach einem Verleih nahezu in Alleinarbeit. Dabei ging er äußerst akribisch vor: Für die zu schreibende Filmmusik wurde der bekannte deutsche Kirchenmusiker Claus Bantzer gewonnen, die Kamera führte letztlich İzzet Akay, der zuvor fest mit dem verstorbenen Yilmaz Güney zusammengearbeitet hatte und die Hauptdarstellerin Özay Fecht war vor 40 qm Deutschland bereits als Jazzsängerin bekannt.
Sechs Monate vor der Erstaufführung schilderte der Regisseur gegenüber der Frankfurter Rundschau die Motive für sein engagiertes Filmprojekt so:

„Ich will versuchen, etwas von den Gedanken und Gefühlen der Menschen aus einer den Deutschen fremden Kultur deutlich zu machen, an der ich zwar manches zu kritisieren habe, die ich aus ihrer Tradition heraus jedoch verstehe. Ich möchte, dass die Deutschen uns kennenlernen, denn Unbekanntes macht Angst und erzeugt Hass, wie an den Ausschreitungen gegenüber den Türken zu sehen ist. Deshalb schildere ich an einem besonderen Fall die Gastarbeiterverhältnisse in der Bundesrepublik, ohne in meinem Film Wohnung und Haus auch nur ein einziges Mal zu verlassen.“

## Kritiken
Hans-Dieter Seidel von der FAZ stellte heraus, 40 qm Deutschland weise über den „geschilderten Vorgang erheblich hinaus“: Es handle sich um „ein existentielles Drama, das unter jeweils veränderten Vorzeichen sich in jedem Kulturkreis vollziehen könnte“.
Der bedrückende Film wird in späteren Filmlexika allgemein hoch gelobt. Das Deutsche Institut für Filmkunde nennt ihn in der Chronik des Films (1994) eine „klare (…) Studie über das Gastarbeiterleben, über die Verzweiflung der Menschen, die durch ihren Aufenthalt in fremden Ländern ihre sozialen und kulturellen Bindungen verloren haben“. Das Lexikon des internationalen Films (1995) sieht in ihm „ein erschütterndes Psychogramm seelischer Not und Verzweiflung“. Besonders hervorgehoben werden Başers einfühlsame Inszenierung und die Schauspielerleistungen von Özay Fecht und Yaman Okay als Turna und Dursun, sowie Demir Gökgöl, Mustafa Gülpınar und Grit Mackentanz.

## Wirkung
Başers Film lief erfolgreich auf bedeutenden Filmfestivals, z. B. wurde er auf dem Internationalen Filmfestival von Locarno mit dem „Silbernen Leoparden“ ausgezeichnet und gewann den Preis für das „beste Regie-Debüt“ auf dem Internationalen Filmfest von Rotterdam. Auf dem Filmfestival in Cannes lief er innerhalb der „Woche der Kritik“. Beim Deutschen Filmpreis erhielt der Film eine Nominierung als „bester Film“ und wurde in weiteren Kategorien ausgezeichnet, beispielsweise wurde Özay Fecht der Deutsche Filmpreis als „beste Schauspielerin“ verliehen.

## Sonstiges
Der Film lief 1988 auch in den DDR-Kinos und wurde in beiden deutschen Staaten im Fernsehen gezeigt. Darüber hinaus wurde er als VHS-Videokassette veröffentlicht.
40 qm Deutschland wird häufig als Ausgangspunkt eines sogenannten deutsch-türkischen Kinos gesehen. Allerdings hatte die Schauspielerin, Regisseurin und Drehbuchautorin Sema Poyraz mit Gölge (1980) bereits fünf Jahre zuvor von der deutschen Öffentlichkeit jedoch völlig unbeachtet einen 90-minütigen deutschen Spielfilm gedreht, auf den bereits alle Merkmale des Genres zutreffen.

## Auszeichnungen
- Silberner Leopard des Internationalen Filmfestivals von Locarno 1986
- Deutscher Filmpreis (u. a. „Beste Darstellerin“, Nominierung „Bester Film“) 1986
- Bester Debütfilm, International Film Festival Rotterdam 1987